# Меријам Вудс (Мисури)
Меријам Вудс (енгл. Merriam Woods) град је у америчкој савезној држави Мисури.

## Демографија
По попису из 2010. године број становника је 1.761, што је 619 (54,2%) становника више него 2000. године.
| Група             | 2000.         | 2010.         |
| Белци             | 1.117 (97,8%) | 1.623 (92,2%) |
| Афроамериканци    | 0 (0,0%)      | 5 (0,3%)      |
| Азијати           | 0 (0,0%)      | 2 (0,1%)      |
| Хиспаноамериканци | 10 (0,9%)     | 59 (3,4%)     |
| Укупно            | 1.142         | 1.761         |